# Flair Software
Flair Software – brytyjski producent i wydawca gier komputerowych na następujące platformy sprzętowe: Amigę, Amigę CD32, Atari ST, Commodore 64, DOS, PlayStation, Sega Saturn oraz Super Nintendo Entertainment System.
Firma miała swoją siedzibę w Newcastle upon Tyne i była głównie kojarzona z popularnymi w swoim czasie grami na Amigę, takimi jak między innymi Elvira: The Arcade Game, Trolls, Oscar, oraz Whizz. W 1993 gra platformowa Oscar została wydana w pakiecie z Diggers na Amigę CD32 i była pierwotnie pomyślana jako konkurencja dla serii Mario Bros. firmy Nintendo oraz Sonica Segi. Rok później wydano bijatykę Dangerous Streets.
W późniejszym okresie firma zmieniła nazwę na Microvalue.

## Gry
- Turn n' Burn (1990, Amiga, Atari ST, Commodore 64, DOS)
- Elvira: Mistress of the Dark (1991, Commodore 64) (jako wydawca)
- Elvira: The Arcade Game (1991, Amiga, Atari ST, Commodore 64, DOS)
- Euro Soccer (1992, Amiga, DOS)
- Trolls (1992, Amiga, Amiga CD32, Commodore 64, DOS)
- Oscar (1993, Amiga, Amiga CD32, DOS, SNES)
- Dangerous Streets (1994, Amiga, Amiga CD32, DOS)
- Summer Olympix (1994, Amiga CD32)
- Whizz (1994, Amiga, DOS, PlayStation, Sega Saturn, SNES)
- Soccer Superstars (1995, Amiga, Amiga CD32, DOS)
- Realm (1996, SNES)
- Time Paradox (1996, DOS)
- Jungle Legend (1999, Windows)